# Chantelle Newbery
Chantelle Newbery, född den 6 maj 1977 i Melbourne, är en australisk simhoppare.
Hon tog OS-guld i höga hopp i samband med de olympiska simhoppstävlingarna 2004 i Aten.